# Fernando Zóbel
Fernando Zóbel de Ayala y Montojo (Manila, Filipinas, 27 de agosto de 1924 - Roma, Italia, 2 de junio de 1984) fue un pintor abstracto filipino.

## Biografía
Hijo de Enrique Zóbel de Ayala, perteneciente a una de las familias más influyentes de Filipinas. Se licenció en Filosofía y Letras, magna cum laude por la Universidad de Harvard, con un estudio sobre Federico García Lorca. En esta época se interesa cada vez más por la pintura, y de hecho comienza a pintar ya en 1942, cuando por una lesión de columna queda inmovilizado durante algún tiempo.
Su primera exposición tuvo lugar en Boston en 1951, y a continuación, expuso en Manila en 1952. Una de las principales influencias artísticas de ese periodo fue Mark Rothko, así como la fotografía y sus casi infinitas posibilidades. En el año 1955 vuelve a España, y conoce a los artistas en vanguardia de la época: Luis Feito, Antonio Lorenzo, Gerardo Rueda, Manuel Millares, Eusebio Sempere, Antonio Saura o Bonifacio Alfonso. No obstante, sigue viviendo en Filipinas, donde la Universidad de Santo Tomás de Manila le concede un doctorado honoris causa. También imparte clases de arte en la Universidad Ateneo de Manila. 
A partir de la década de 1960 comienza una evolución como pintor abstracto, desarrollando un estilo característico, en el que sin duda la caligrafía china representa uno de los influjos más evidentes. Los cuadros de Zóbel son de apariencia simple y espontánea, aunque están creados a partir de un estudio minucioso y una planificación perfecta. En 1966 funda el Museo de Arte Abstracto Español en las Casas Colgadas, el lugar más emblemático de Cuenca, en cuyo diseño colaboraron también los pintores Gerardo Rueda, Gustavo Torner, Manuel Millares, Antonio Lorenzo, Eusebio Sempere, Antonio Saura, Martin Chirino, Bonifacio Alfonso, Luis Feito, etc, a quienes se denomina «Grupo de Cuenca». En 1980 donó todo su fondo al Museo de Arte Abstracto Español y a la Fundación Juan March, la cual sigue manteniéndolo y administrándolo hasta el día de hoy.
Su muerte se produjo en Roma el 2 de junio de 1984 debido a un infarto. Sus restos mortales se encuentran en el cementerio de San Isidro, en Cuenca, sobre la hoz del Júcar que tantas veces pintó. 
Sus obras forman parte de las colecciones de importantes museos de todo el mundo. Participó en más de 150 exposiciones colectivas, y más de 40 individuales. En 1960 fundó en Manila la Galería de arte Ateneo (Ateneo Art Gallery), a la que donó obras propias y de artistas filipinos.

## Reconocimientos
La estación del ferrocarril de alta velocidad de Cuenca lleva su nombre.
Un instituto de enseñanza secundaria de la ciudad de Cuenca lleva su nombre (IES Fernando Zóbel).
También recibió distintos reconocimientos:
- Magna cum laude por la Universidad de Harvard.
- Medalla de Oro al mérito en las Bellas Artes de España.
- Hijo adoptivo de Cuenca (1972).[2]
- Doctor honoris causa por la Universidad de Santo Tomás, en Filipinas.
- Medalla de oro de la Universidad Internacional Menéndez Pelayo.
- Medalla Presidencial del Mérito (Filipinas).[3]